# Куріпка африканська
Курі́пка африканська (Xenoperdix udzungwensis) — вид куроподібних птахів родини фазанових (Phasianidae). Ендемік Танзанії.

## Поширення
Вид поширений в горах Удзунгва. Виявлений на схилах гір Ндундулу і Нюмбаніту, але ймовірно не трапляється в інших частинах Удзунгви. Мешкає у вічнозелених гірських лісах на висоті від 1300 до 1900 м над рівнем моря. Трапляється переважно на хребтах і крутих схилах, особливо коли підлісок негустий з папірусом (Cyperus) і розсіяними папоротями.

## Опис
Довжина тіла становить 29 см. Маса тіла у трьох виміряних самців: 220 г, 222 г і 239 г. Птах має яскраво-червоний дзьоб , а верхня частина тіла іржава з темними смугами. Нижня частина тіла сіра з багатьма темними плямами. Самиця схожа на самця, але має темніший верх голови та більші плями на голові та нижній частині тіла. Оперення молодняка неописано.

## Спосіб життя
Птахи живуть групами від 3 до 13 особин, але іноді зустрічаються поодинці. Вони живляться, перебираючи підстилку в пошуках безхребетних, які складають більшу частину їх раціону, і насіння. Цей птах сідає на дерева групами на висоті від чотирьох до восьми метрів над землею. Гніздовий період починається в сезон дощів, з листопада по березень. Дорослих особин з пташенятами бачили в кінці листопада, на початку грудня і на початку січня. Статеві особини можна спостерігати протягом усього року з піком з лютого по липень.